# Dionisio Fujishima

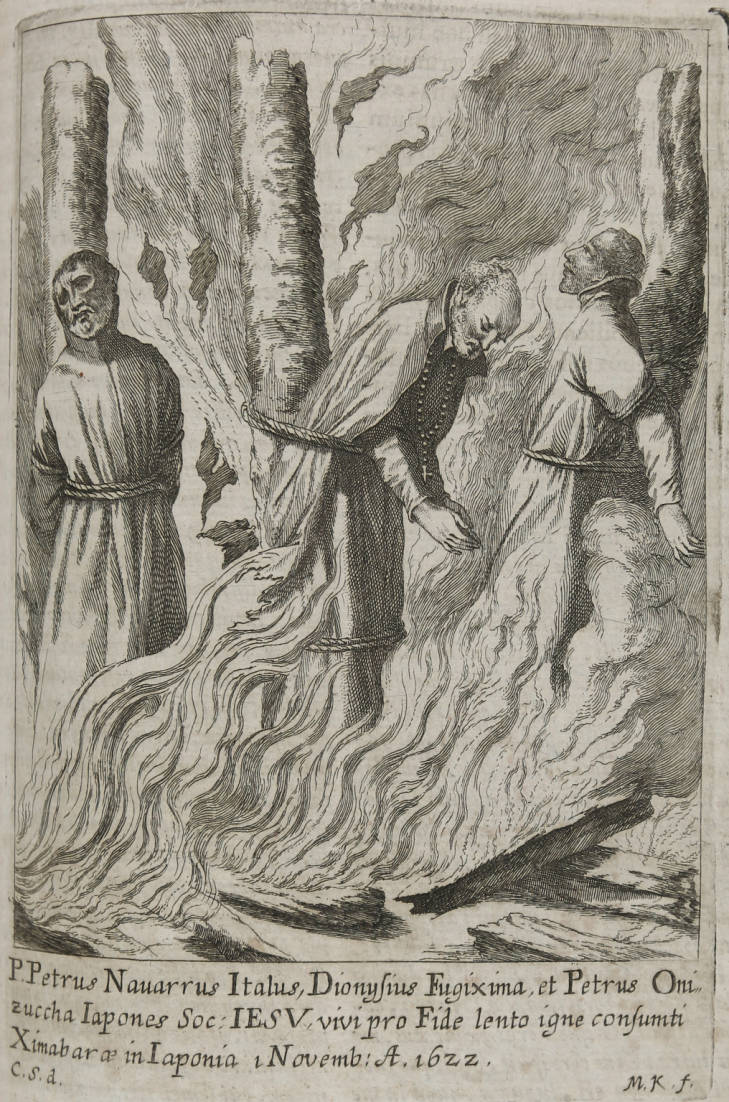
Ejecución de Pedro Pablo Navarro y dos de sus compañeros.

Dionisio Fujishima (1584-1622) era un catequista ayudante al misionero jesuita Pedro Pablo Navarra, que fue hecho prisionero con él durante la gran persecución que hubo en Japón a comienzos del siglo XVII.

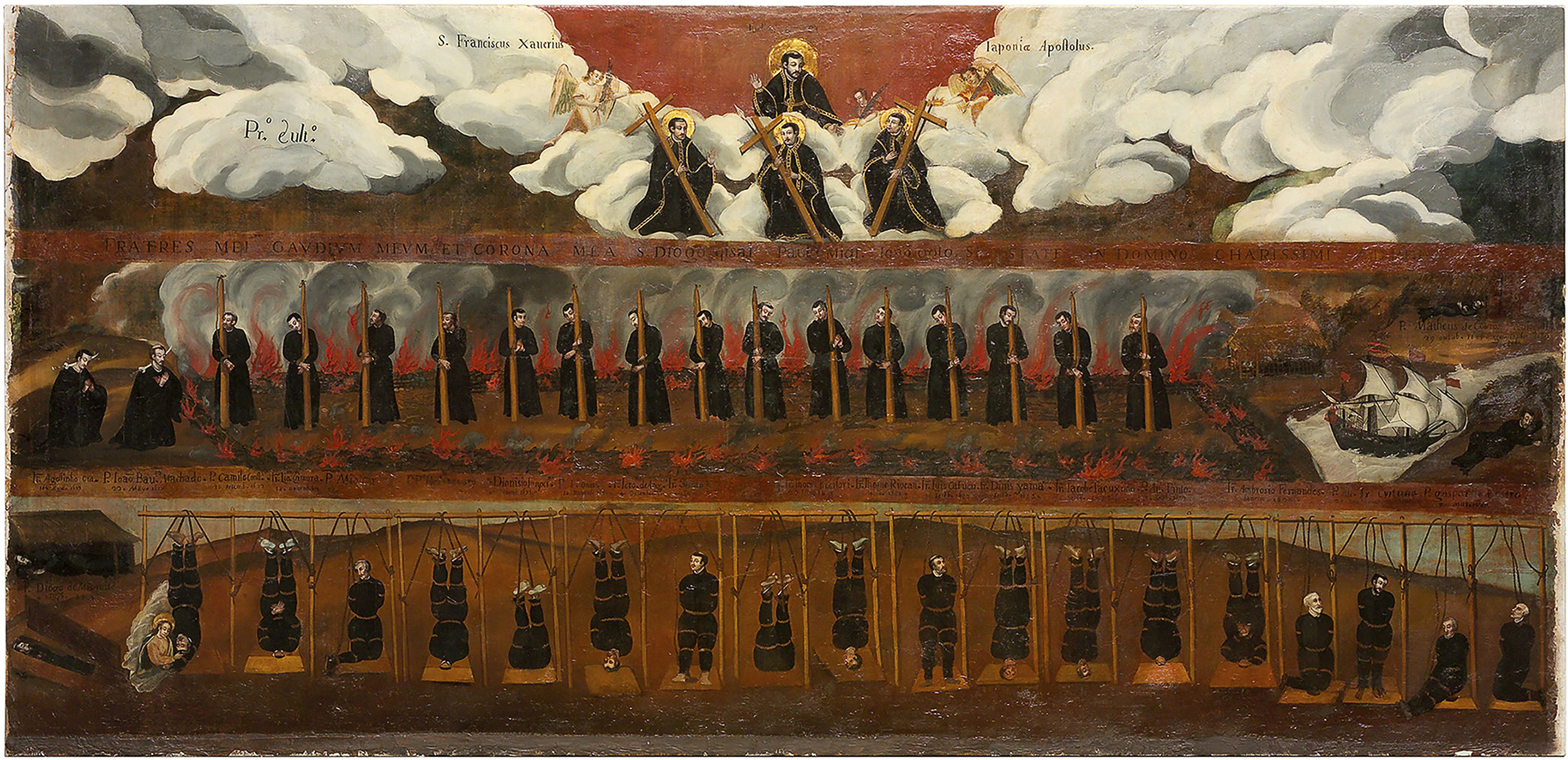
Martirio de Pablo Miki y sus compañías en Nagasaki, abajo de los que fueron crucificados, entre los quemados, está Dionisio.

Cuando el Shōgun Iyeyasu dio el edicto de 1614 en el que ordenaba que todos los misioneros extranjeros abandonaran el país, el sacerdote Pedro Pablo Navarra se contó entre las dos docenas de jesuitas que decidieron quedarse y trabajar en la clandestinidad. Durante los siguientes siete años recorrió la provincia de Shimbara. Lo acompañaban Pedro Onizzuca y Dionisio Fujishima que se encontraban con Navarra en los días que siguieron a la Navidad de 1621, cuando los caza-sacerdotes los atraparon junto con Navarra y el criado de éste, Clemente Yuemon, y los entregaron al daimio de Arima, que mostró respeto con los prisioneros aunque eran culpables de haber hecho proselitismo de la religión cristiana, que estaba proscrita. El daimio les ofreció la libertad si renunciaban al cristianismo, oferta que rechazaron. Él lo que quería era trasladarlos a Meaco para dejarlos libres, pero antes de que pudiera actuar llegó una orden del Shōgun que mandaba se les diera muerte a fuego lento.
El 1 de noviembre, día de la ejecución, Navarra celebró la Misa de Todos los Santos y aceptó los votos a Onizzuca y Fujishima, que los hicieron durante la Misa. Los pusieron en la hoguera, pero su agonía no se prolongó demasiado, porque el daimio había dado instrucciones para que dispusiesen la leña de modo que ardiera con fuego rápido.